# Lac Mariout
Le lac Mariout (en arabe : بحيرة مريوط), également appelé Maryut ou Mariut, est un lac salé, ou plus exactement saumâtre, situé dans le nord de l’Égypte, séparé de la mer Méditerranée par la ville d'Alexandrie.

## Géographie
Le lac Mariout couvrait une superficie d'environ 266 km2 en 1940, mais en 2011 elle ne couvrait qu'environ 181 km2. Il est séparé de la mer Méditerranée par l’étroit isthme sur lequel la ville d’Alexandrie a été construite. Il est relié au Nil et à la mer Méditerranée par des canaux. Certaines des zones marécageuses bordant le lac ont été comblées pour permettre la croissance de la métropole.

## Histoire

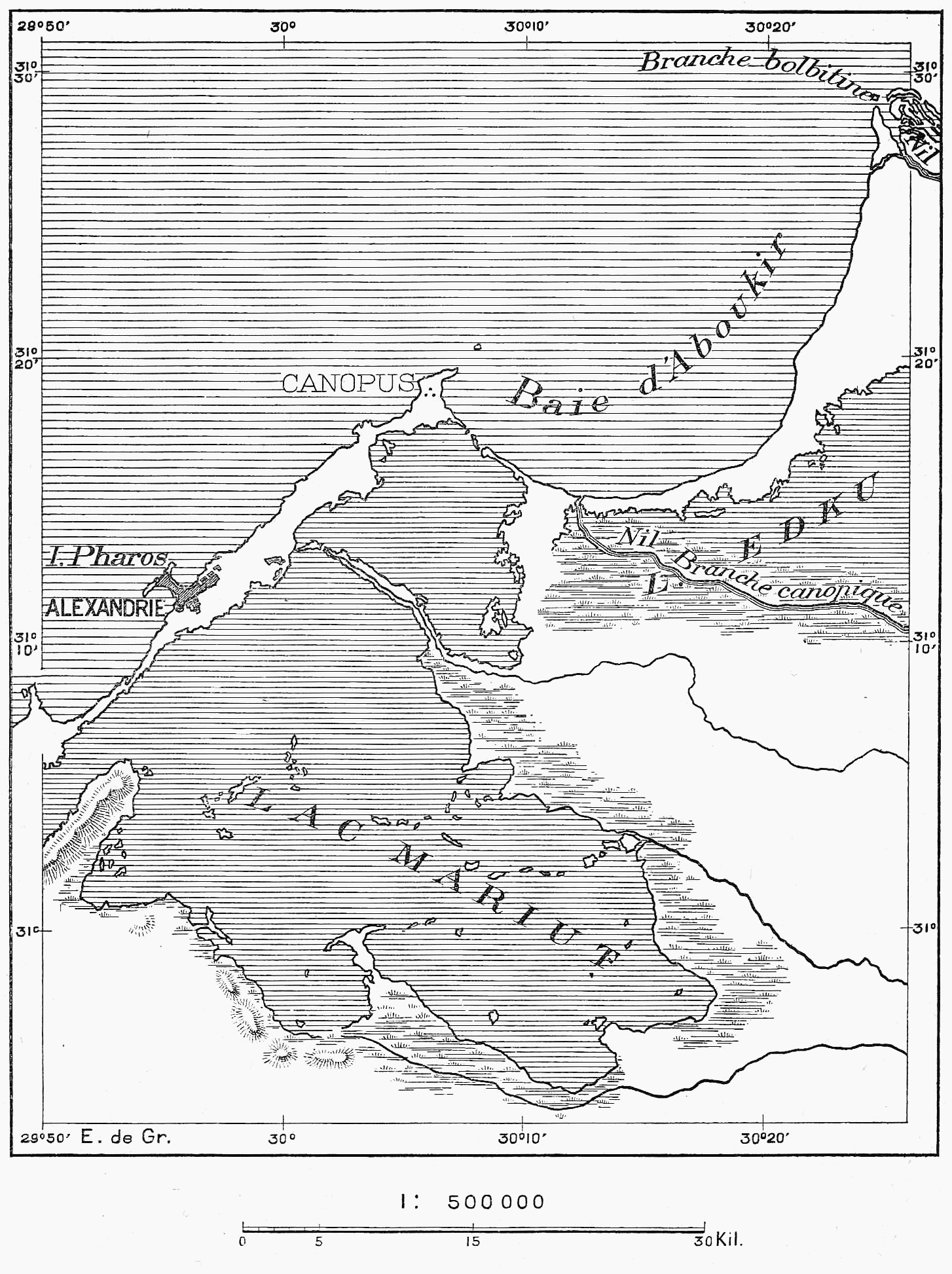
Le lac Mariout durant l'Antiquité, d'après Élisée Reclus dans L'Homme et la Terre.

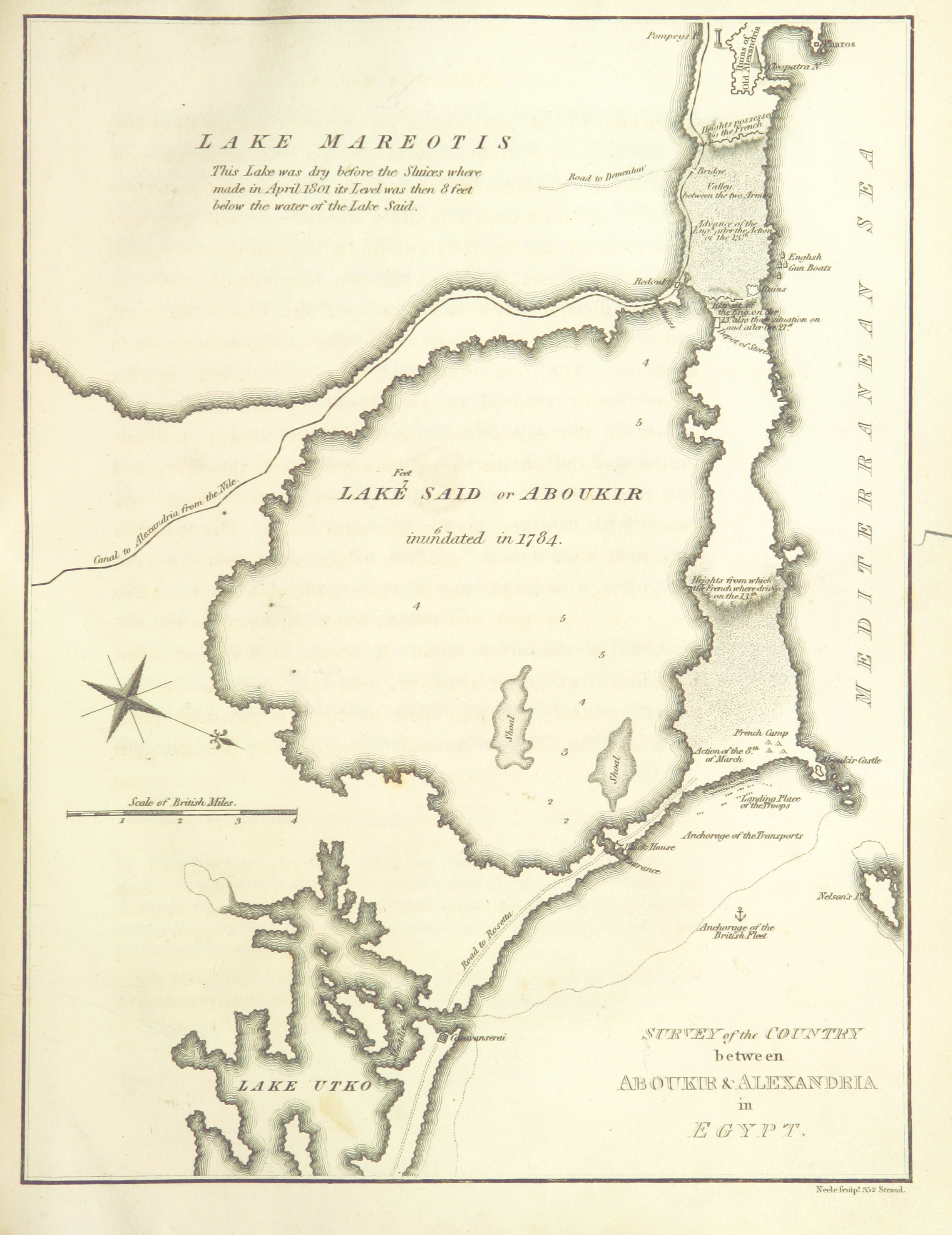
Les lacs Aboukir et Mariout en 1810.

Le nom « Mariout » vient de l'ancien nom du lac dans l’Antiquité, « Maréotis ».
Il était indispensable au trafic maritime à l'époque de Cléopâtre VII, quand l'Égypte était le grenier à céréales de l'Empire romain.
Le poète latin Virgile l'évoque dans le livre II des Géorgiques, à propos du vin blanc qui était produit dans les vignobles situés au bord du lac : 
« Sunt Thasiæ vites ;
sunt et Mareotides albæ ; »
« Il existe les vignes de Thasos ;
 et il existe [les vignes] blanches Maréotides . »
Horace attribue aux fumées du vin Maréotide les projets insensés de Cléopâtre contre l’Empire romain : 
« Mentemque lymphatam Mareotico

Redegit in veros timores, etc. »
Le lac était beaucoup plus grand qu'il ne l'est aujourd'hui, s'étendant plus au sud et à l'ouest, occupant environ 700 km2. Il n'avait pas d'embouchure le reliant à la Méditerranée, et il était irrigué du Nil par divers canaux. Au XIIe siècle, le lac avait été réduit à un ensemble de lacs et de marais salants et s'était asséché à la fin du Moyen Âge.
En 1770, une tempête a percé la digue à Aboukir, créant un lac d'eau de mer connu sous le nom de lac Aboukir. Les eaux salées étaient séparées du lac Mariout par le canal qui permettait à l'eau douce de passer du Nil à Alexandrie. Lorsque les Britanniques ont ouvert le lac à la mer au moment du siège d'Alexandrie le 13 mars 1801, cela a provoqué une inondation qui a détruit 150 villages. La coupe des digues a remblayé le lac Mariout, de sorte qu'il a soudainement regagné son ancienne zone, remplie d'eau salée au lieu de l'eau douce auparavant, et était trop peu profonde pour la navigation. La surface du lac était alors de 977 km2. L'accès d'Alexandrie au Nil a été perdu, nécessitant l'ouverture du canal Mahmoudiyah d'Alexandrie au Nil en 1820.

## Faune
La perche du Nil est présente dans le lac Mariout, bien que ce soit plutôt un poisson d’eau douce.

## Économie

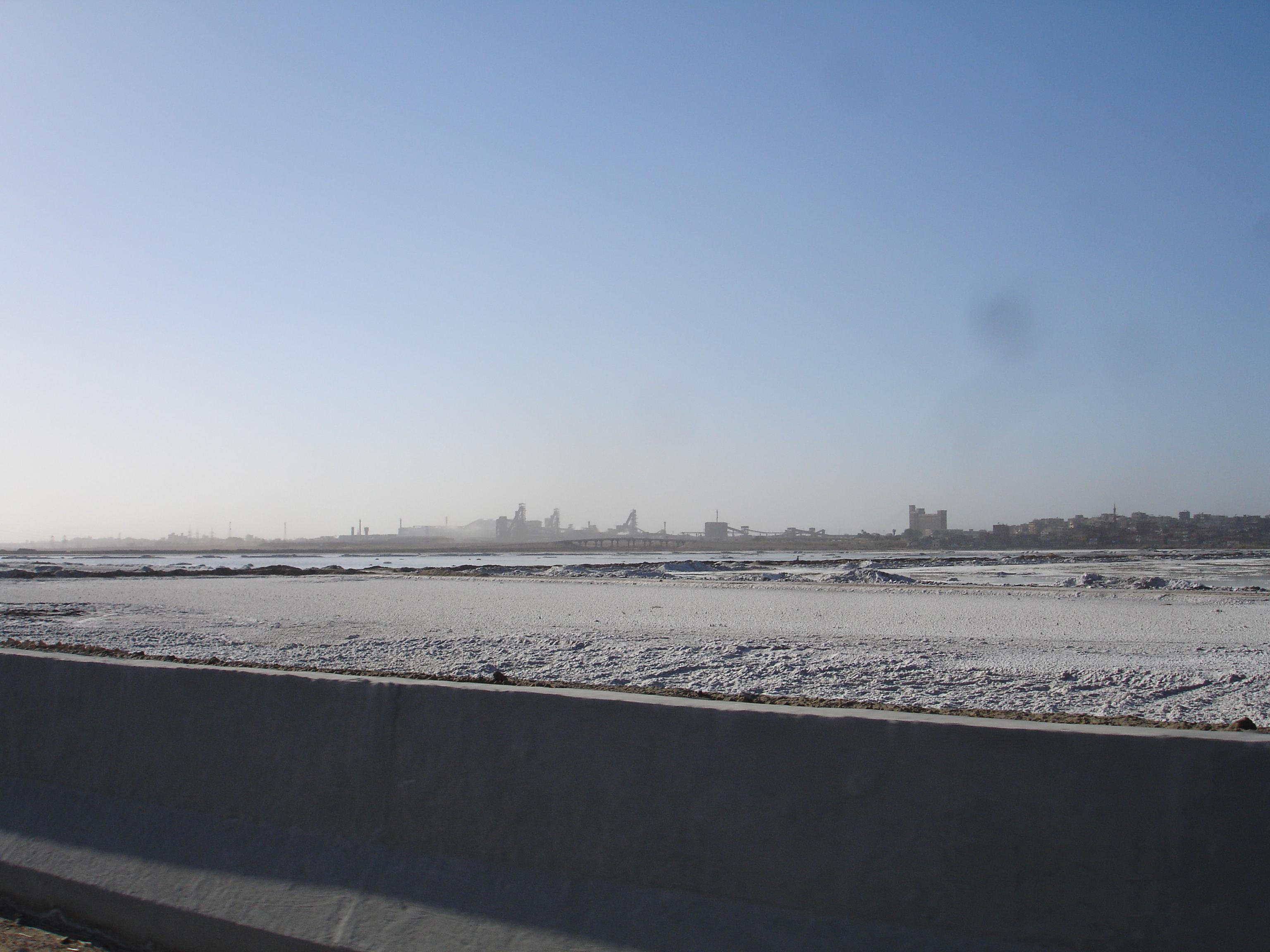
Une partie asséchée du lac Mariout, utilisée pour la récolte du sel.

Des pêcheries et des salines se trouvent autour du lac.